# Planete Doc Review
Planete Doc Review — кінофестиваль, що відбувається щотравня у Варшаві. це єдиний в Європі фестиваль цілком присвячений повнометражним документальним фільмам. Вперше цей фестиваль відбувся в Варшаві під назвою Warszaw Doc Review в 2004 році, а вже з 2005го року фестиваль має сучасну назву. З 2006го року фестиваль почав проводити конкурс серед фільмів. Головна нагорода — так званий Millenium Award
У 2006 році головну нагороду отримав голландський фільм «Dreaming by numbers» (режисер Anny Marii Bucchetti). У 2007 році переміг «The Monastery: Mr. Vig and the Nun» (режисер Pernille Rose Grønkjær).
9-18 травня 2008 року в варшавській Кінотеці вперше представлено 60-хвильові фільми, які боролися за нагороду «The Magic Hour Award».
У 2008 році фестиваль відвідала рекордна кількість глядачів: 25000.
У 2009 році фестиваль проходив в 10 містах відразу. Після перегляду фільмів, гладячи мали можливість оцінити стрічку, що була показана, а також зустрітися з авторами кінотворів. На фестивалі було представлено більше ніж 100 фільмів в наступних секціях: Політичні науки — обличчя кризи, Фетиш і культура, Інтимні історії, Музика і свобода, Art Doc, Iran Gate — фільми про сучасний Іран, Герої серед нас, 1989 рік, Клімат до змін, а також підбірка з найкращих фільмів 5 попередніх фестивалів.
Головну нагороду отримав фільм «The Sound of Insects — The Record of a Mummy» (автор — швейцарський режисер Peter Liechti), а приз глядацьких симпатій — стрічка The Yes Men Fix the World (режисери Andy Bichlbaum і Mike Bonanno) присвячений групі The Yes Men.